# 네이메헌 랏바우트 대학교
네이메헌 랏바우트 대학교(Radboud University, 약칭 RU, 네덜란드어: Radboud Universiteit, 이전 교명: Katholieke Universiteit Nijmegen)는 네덜란드의 네이메헌에 위치한 공립 연구 대학이다. 이 대학의 이름은 소외 계층에 대한 지성과 지원으로 유명한 9세기 네덜란드 주교인 세인트 랏바우트(Saint Radboud)의 이름을 따서 명명되었다.
1923년에 설립된 랏바우트 대학교는 4개의 주요 대학 순위표에서 지속적으로 세계 상위 150개 대학에 포함되었다. 2020년 기준 세계 대학의 상하이 학업 순위에서 105위를 차지했다. 국제적으로 RU는 강력한 연구 성과로 유명하다. 2020년에는 391명의 박사 학위가 수여되었고 8,396개의 과학 논문이 출판되었다. 학술 지식의 국제 교류를 강화하기 위해 랏바우트 대학교는 2016년 유럽 연구 집약적 대학 길드(Guild of European Research-Intensive Universities)에 가입했다.
랏바우트 대학교 동문 중에는 12명의 스피노자상 수상자, 1명의 노벨상 수상자, 그래핀 발견자인 콘스탄틴 노보셀로프(Konstantin Novoselov) 경이 있다. 이전 학생들도 2000년 이후 3개의 올림픽 메달을 획득했다.